# Verspreidbladig goudveil
Verspreidbladig goudveil (Chrysosplenium alternifolium) is een plant uit de steenbreekfamilie. De plant groeit op vochtige beschaduwde grond nabij de oever van beken. De plant wordt 15 tot 20 cm hoog en de bloeitijd strekt zich uit van april tot juni. Traditioneel is goudveil een van de vroegst bloeiende planten in het bos, waardoor ze sterk opvalt. In een warm voorjaar kan de plant reeds midden maart bloeien. 
Het plantje heeft vele bladloze uitlopers waardoor het plantje vaak in groep voorkomt. Uit deze uitlopers schieten niervormige grof gekartelde bladen op die op lange steeltjes groeien. De stengels zijn driekantig. In de bloeiperiode  heeft het verspreidbladig goudveil een kortgesteeld rond blad met een eindtrosje van bloemen met geelgroene schutbladen en vier kelkbladen in dezelfde kleur. De bloempjes zijn klein, hebben geen kroonblad en bevatten veel nektar. De vruchten zijn bruin en de zaden zwart en glad.
Goudveil is een veeleisende plant. Ze komt voornamelijk voor op stikstofarme, vruchtbare, natte gronden. Het schuwt direct zonlicht. Bosranden en beekvalleien zijn ideale gronden. 